# Пезьё-сюр-Сон
Пезьё-сюр-Сон (фр. Peyzieux-sur-Saône) — коммуна во Франции, находится в регионе Рона — Альпы. Департамент — Эн. Входит в состав кантона Туассе. Округ коммуны — Бурк-ан-Брес.
Код INSEE коммуны — 01295.

## География

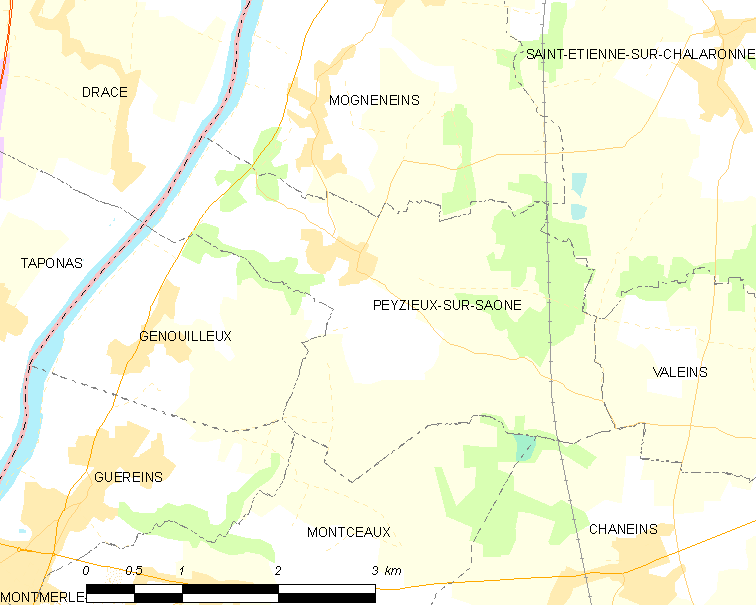
Карта коммуны

Коммуна расположена приблизительно в 360 км к юго-востоку от Парижа, в 45 км севернее Лиона, в 33 км к западу от Бурк-ан-Бреса.
На северо-западе коммуны протекает река Сона.

## Климат
Климат полуконтинентальный с холодной зимой и тёплым летом. Дожди бывают нечасто, в основном летом.

## История
Первое упоминание о деревне относится к X веку.

## Население
Население коммуны на 2010 год составляло 473 человека.
| 1962 | 1968 | 1975 | 1982 | 1990 | 1999 | 2010 |
| ---- | ---- | ---- | ---- | ---- | ---- | ---- |
| 218  | 223  | 204  | 219  | 245  | 337  | 473  |

## Экономика
В 2010 году среди 308 человек трудоспособного возраста (15—64 лет) 258 были экономически активными, 50 — неактивными (показатель активности — 83,8 %, в 1999 году было 79,3 %). Из 258 активных жителей работали 239 человек (121 мужчина и 118 женщин), безработных было 19 (8 мужчин и 11 женщин). Среди 50 неактивных 22 человека были учениками или студентами, 16 — пенсионерами, 12 были неактивными по другим причинам.